# Tambour sur cadre

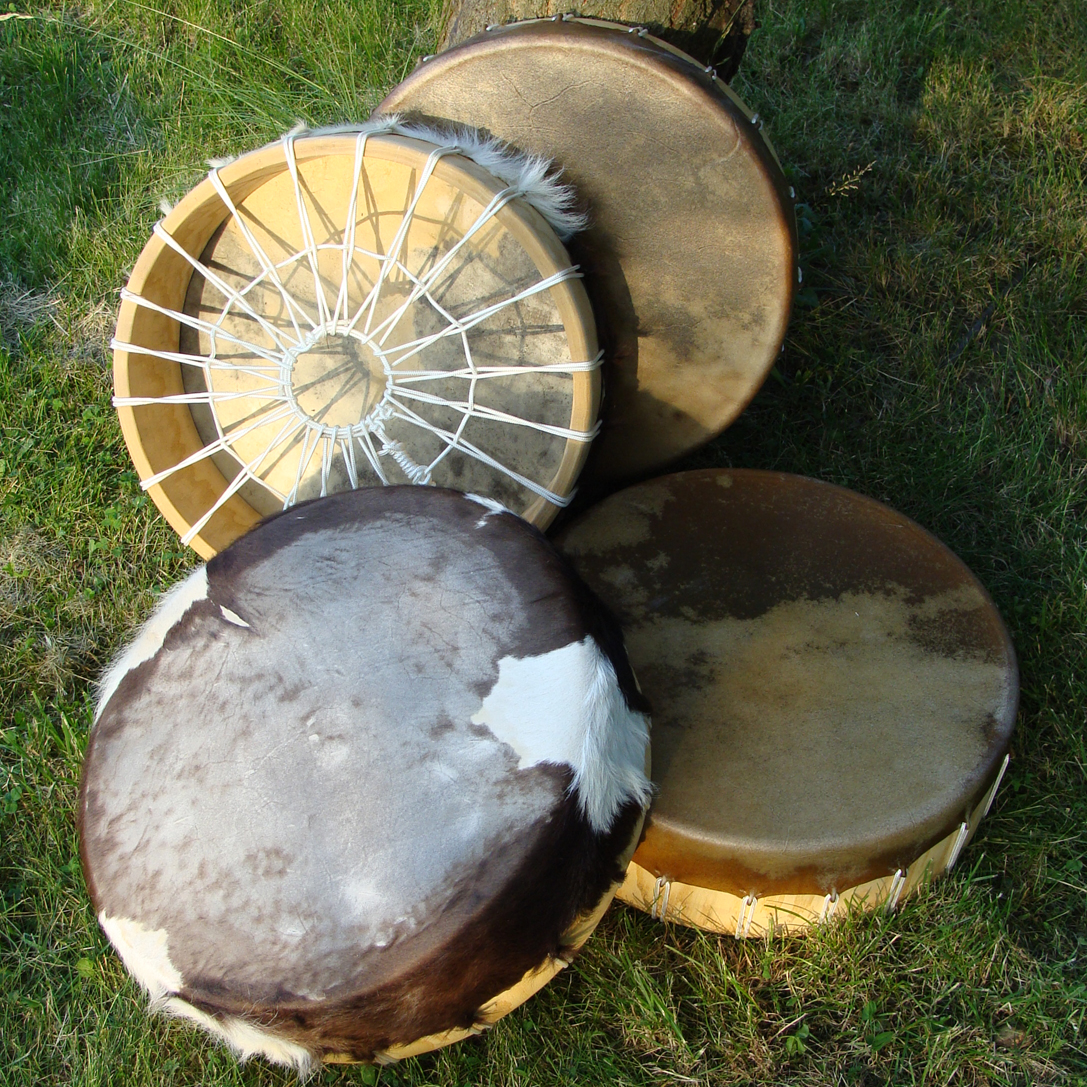
Différents tambours chamaniques.

Un tambour sur cadre est un type de tambour muni généralement d'une seule membrane, animale (mammifère, poisson, reptile) ou synthétique, collée sur un simple cadre de bois circulaire. Le diamètre varie de 5 cm à 1 m. Selon la définition de la classification Hornbostel-Sachs, la hauteur du tambour est inférieure à la moitié du diamètre. Le terme anglais frame drum est parfois aussi employé pour désigner ce type de membranophone.
Cette famille comprend entre autres les tambours suivants :
- adufe ;
- bendir ;
- bodhrán ;
- daf ;
- dobă ;
- doyre ;
- kanjira ;
- pandeiro ;
- pandero ;
- riqq ;
- tambourin ;
- tamburello ;
- tammorra ;
- tar.